# Citilink
PT Citilink Indonesia или Citilink — бюджетная авиакомпания со штаб-квартирой в Джакарте (Индонезия). Основана в июле 2001 года как недорогой бренд национального авиаперевозчика Garuda Indonesia и осуществляет рейсы между городами Индонезии. С 30 июля 2012 года Citilink официально работает как отдельная дочерняя компания Garuda Indonesia со своим позывным, кодами, логотипом и униформой. Основные хабы — международные аэропорты Сукарно-Хатта и Сидоарджо. Слоган компании: «Лучше летай, Ситилинк».

## История
Garuda Indonesia создала Citilink как недорогой бренд в 2001 году, предоставив новому подразделению два Fokker F28 Fellowship из своего основного флота. 16 июля того же года начались первые полёты. Первоначальные рейсы выполнялись из Сурабаи на острове Ява в пункты назначения, не обслуживаемые основным флотом Garuda Indonesia: Джокьякарта (также на Яве); Баликпапан на острове Борнео и Таракан (Северный Калимантан), недалеко от побережья Борнео; а также Макассар на острове Сулавеси. К концу 2001 года Garuda передала Citilink пять самолетов F28. В 2004 году Citilink обслуживал десять направлений и Garuda начала заменять F28 на Boeing 737-300. В 2008 году Garuda временно приостановила деятельность Citilink, перезапустив бренд в январе 2009 года после замены оставшихся Fokker F28 более современными самолётами. В июле 2010 года Citilink выполняла рейсы на двух Boeing 737-300 и одном Boeing 737-400.

## Флот
По информации сайта компании (на январь 2024 года) флот Citilink состоял из 62 самолётов, большинство из которых - Airbus A320.